# Kalimba (Computerspiel)
Kalimba ist ein Plattform-Rätselspiel, das von Press Play entwickelt und von Microsoft Studios veröffentlicht wurde. Das Spiel wurde ursprünglich am 17. Dezember 2014 für die Xbox One veröffentlicht und später am 22. April 2015 für Microsoft Windows verfügbar gemacht.

## Handlung
Die Handlung von Kalimba folgt den Abenteuern von zwei Totems, die durch verschiedene Welten reisen, um ihre gestohlenen Körper wiederzuerlangen. Der böse Schatten Kähri hat die Körper der Totems in seine Gewalt gebracht und sie in Teile geteilt. Die Spieler übernehmen die Kontrolle über die beiden Totems und müssen sie durch gefährliche Plattform- und Rätselabschnitte navigieren, um ihre Körper zu retten.

## Gameplay
In Kalimba kontrolliert der Spieler gleichzeitig zwei Totems, die miteinander verbunden sind. Die beiden Totems können sich unabhängig voneinander bewegen, springen und verschiedene Fähigkeiten einsetzen. Das Ziel ist es, die Totems durch verschiedene Level zu führen, Hindernisse zu überwinden und Rätsel zu lösen, um die gestohlenen Körperteile zu finden.
Das einzigartige Gameplay von Kalimba erfordert Geschicklichkeit und Teamarbeit, da die Spieler die Bewegungen der beiden Totems synchronisieren müssen, um die Herausforderungen zu meistern. Im Koop-Modus können zwei Spieler zusammenarbeiten und jeweils einen Totem steuern, was das Spiel zu einem kooperativen Erlebnis macht.

## Grafik und Musik
Kalimba zeichnet sich durch seine farbenfrohe und stilvolle 2D-Grafik aus, die von der afrikanischen Kultur inspiriert ist. Die Spielwelt ist liebevoll gestaltet und voller kreativer Details. Die Musik des Spiels wurde speziell für Kalimba komponiert und trägt zur Atmosphäre und Stimmung des Spiels bei.

## Rezeption
Kalimba erhielt hauptsächlich positive Bewertungen. So ermittelte der Review-Aggregator Metacritic für die Windows- und Xbox-One-Versionen des Spiels einen Metascore von 81 aus 100 möglichen Punkten und für die iOS-Version einen Metascore von 91 Punkten. GameSpot gab dem Spiel 7 von 10 Punkten. Besonders gelobt wurde das innovative Gameplay, das kreative Level-Design und die herausfordernden Rätsel. Die einzigartige Koop-Erfahrung wurde ebenfalls positiv hervorgehoben, da sie ein unterhaltsames Spielerlebnis für Freunde und Familie bietet. IGN hat dem Spiel 7,4/10 Punkten gegeben.

## Auszeichnungen
Kalimba wurde für seine herausragende Gestaltung und Innovation mit mehreren Auszeichnungen belohnt. Das Spiel wurde sowohl für den BAFTA-Award 2015 in der Kategorie „Bestes Originalobjekt“ nominiert.